# Chlorid sirný
Chlorid sirný je anorganická sloučenina se vzorcem S2Cl2, jeden z chloridů síry. Jeho základní strukturní vzorec je Cl-S-S-Cl, úhel mezi rovinami vazeb Cl-S-S- je 90°. Tvar molekuly je podobný jako u H2O2. Dalším izomerem je S=SCl2, který se přechodně vytváří při vystavení S2Cl2 ultrafialovému záření.

## Příprava a vlastnosti
Čistý chlorid sirný je žlutá kapalina, která na vzduchu tvoří dým díky reakci s vodou:
16 S2Cl2 + 16 H2O → 8 SO2 + 32 HCl + 3 S8
Vyrábí se částečnou chlorací elementární síry, reakce probíhá za pokojové teploty. V laboratoři se plynný chlor vede do baňky obsahující elementární síru, jakmile vznikne S2Cl2, obsah se změní na žlutou kapalinu:
S8 + 4 Cl2 → 4 S2Cl2 ΔH = −58,2 kJ/mol
Další přídavek chloru vytvoří chlorid sirnatý, který způsobí zabarvení do oranžovočervena:
S2Cl2 + Cl2 ↔ 2 SCl2 ΔH = −40,6 kJ/mol
Reakce je vratná a SCl2 postupně uvolňuje chlor za opětovného vzniku S2Cl2. Chlorid sirný může rozpustit velké množství síry za tvorby dichlorpolysulfanů:
S2Cl2 + n S → S2+nCl2
Čistý chlorid sirný se získává destilací žlutooranžové kapaliny (směsi S2Cl2 a SCl2) nebo přidáním síry.
S2Cl2 také vzniká chlorací sirouhlíku při výrobě thiofosgenu.

### Reakce
Chlorid sirný se hydrolyzuje na oxid siřičitý a elementární síru. Reakcí se sulfanem vznikají polysulfany, například:
2 H2S + S2Cl2 → H2S4 + 2 HCl
S2Cl2 reaguje s amoniakem za vzniku imidu heptasíry (S7NH) a podobných cyklických sloučenin S8−x(NH)x (x = 2, 3).

## Použití
Chlorid sirný se používá k tvorbě vazeb C-S. Za přítomnosti AlCl3 reaguje s benzenem za vzniku difenylsulfidu:
8 S2Cl2 + 16 C6H6 → 8 (C6H5)2S + 16 HCl + S8
Aniliny reagují s S2Cl2 za přítomnosti NaOH Herzovou reakcí, přičemž vznikají ortho-aminothiofenoláty, tyto látky jsou prekurzory thioindigových barviv. S2Cl2 se také využívá na výrobu yperitu reakcí s ethylenem při 60 °C:
8 S2Cl2 + 16 C2H4 → 8 (ClC2H4)2S + S8
Další použití zahrnují výrobu sirných barviv, insekticidů a syntetických kaučuků. Tato látka se také používá na studenou vulkanizaci kaučuku, jako katalyzátor polymerace rostlinných olejů a na zvyšování tvrdosti dřeva.